# Ribellione di Mariovo e Prilep
La ribellione di Mariovo e Prilep (in macedone Мариовско-Прилепска буна?) fu la prima rivolta cristiana slava registrata nella Macedonia ottomana, che ebbe luogo nel 1564-1565. I capi includevano Dimitri(ja) Stale (o Tale) di Satoka, il sacerdote Dimitri(ja) di Gradešnica, Matjo (o Mato) Nikola di Belište, Stojan Pejo e il sacerdote Jakov di Staravina.

## Storia
A causa dell'arbitrarietà degli esattori delle tasse nell'estate del 1564, la prima rivolta locale dei contadini in Macedonia sorse a Mariovo durante l'ascesa dell'Impero ottomano, quando era governato da Solimano il Magnifico. I capi della ribellione erano Dimitri Stale del villaggio di Satoka, il sacerdote Dimitri del villaggio di Gradeshnica, Stojan Pejo e il sacerdote Jako del villaggio di Staravina e Matjo Nikola del villaggio di Velishte. La rivolta di Mariovo si diffuse in diversi villaggi di Prilep.
Il sultano turco inviò un ordine al kadi di Prilep e del sankak-bey di Skopje di catturare i capi della ribellione e di cacciarli o mandarli come rematori sulle navi. Il 4 dicembre 1565 fu emesso un nuovo ordine del sultano per ristabilire l'ordine e ristabilire la pace. Si ritiene che questa rivolta sia stata sanguinosamente repressa, perché a quel tempo i villaggi di Satoka e Pestje (Beshishte) scomparvero, ma rappresenta uno dei motivi per cui Mariovo non fu mai islamizzato